# Aukštaitijos stadionas
Aukštaitijos stadionas är en fotbollsarena i Panevėžys i Litauen. Den är hemmaarena för FK Panevėžys och tidigare FK Ekranas (1964–2014), FK Statyba (1962–1977).

## Fotbollsarenan
Aukštaitijos stadionas byggdes under sovjetiden, 1965. Det hette Aukštaitija, en av de fem regionerna i Litauen.
1968, för första och sista gången, tändes fyra poler med konstgjord belysning - sedan i vänskapsmatcher tävlade Statyba Panevėžys mot Statyba Panevėžys.
Aukštaitijos stadionas är den främsta utomhus rekreation, underhållning och idrottsplats i staden Panevėžys, med en kapacitet på 4 000 åskådare. 
Stadion är hem för träning och hemmamatcher för FK Panevėžys fotbollslag, friidrott och andra sporter.

## Övrigt
- Kapacitet: 4 000.[2]
- Publikrekord: 8 000 (Det högsta antalet tittare nådde 2004. Match mellan FK Ekranas och FBK Kaunas. Matchen sågs av 8000 åskådare.)
- Spelplan: 105 x 68 m.
- Underlag: Gräs.
- Belysning: (+)
- Byggnadsår: 1965 m.
- Total byggkostnad: (?)